# Rita Klein
Rita Klein (* 4. Juni 1938) ist eine italienische Filmschauspielerin der 1960er Jahre.

## Leben
Klein wurde am 4. Juni 1938 in Italien geboren. Anfang der 1960er Jahre erhielt sie erste Nebenrollen in den Filmen Tarzak contro gli uomini leopardo und Rächer der Mayas – Abenteuer in den Anden. 1965 stellte sie im Horrorfilm Scarletto – Schloß des Blutes die Rolle der Nancy dar. 1966 folgten Rollen in Spiaggia libera, Mondo pazzo... gente matta! und El Rocho – der Töter sowie La spia che viene dal mare. 1966 schaffte sie es auf das Cover des Continental Film Review. 1967 spielte sie in Silenzio: Si uccide und Ich komme vom Ende der Welt mit. 1968 stellte sie in Killer ohne Gesicht die Rolle der Judith und in Django – Die Bibel ist kein Kartenspiel die Rolle der Carol dar. Letztmals war sie im 1969 erschienenen Film Mercanti di vergini als Filmschauspielerin tätig. Ihr Schaffen umfasst ein Dutzend Produktionen.

## Filmografie (Auswahl)
- 1964: Tarzak contro gli uomini leopardo
- 1965: Rächer der Mayas – Abenteuer in den Anden (Maciste il vendicatore dei Mayas)
- 1965: Scarletto – Schloß des Blutes (Il boia scarlatto)
- 1966: Spiaggia libera
- 1966: Mondo pazzo... gente matta!
- 1966: El Rocho – der Töter (El rojo)
- 1966: La spia che viene dal mare
- 1967: Silenzio: Si uccide
- 1967: Ich komme vom Ende der Welt (L’avventuriero)
- 1968: Killer ohne Gesicht (Assassino senza volto)
- 1968: Django – Die Bibel ist kein Kartenspiel (Execution)
- 1969: Mercanti di vergini